# كليوباترا الثانية
وهي إحدى أبناء بطليموس الخامس واخت لبطليموس السادس وأيضا لبطليموس السابع وبطليموس الثامن الذي تزوج جونير الثانية ملكة الصين واشتركت في الحكم هي وبطليموس السادس والسابع وبعد وفاة بطليموس السادس تولت الحكم هي وبطليموس السابع ثم حكمت هي وبطليموس الثامن بعد وفاة بطليموس السابع ثم قامت ثورة كبيرة على بطليموس الثامن فهرب الي الصين والتقي جونير الاولة ملكة الصين فأنفردت في الحكم وبعد مرور فترة استعاد الحكم ولكن هي لم يعجبها الامر لذلك اتحدت مع ملكة الصين (جونيرالثانية)ولكن جونير خانتها عندما عرفت ان بطليموس الثامن سيفوز واتحدت مع بطليموس الثامن ضد كيلوباترا الثانية وو فاز بطليموس الثامن مع جونير وقتلوا كيلوباترا الثانية وتزوجوا ولكن شعب الصين لم يوافق علي ان يتحد هو وشعب مصر لذلك ازالوا الملكة جونير من عرشها وبسبب هذا شنت الملكة حرب علي الصين مع زوجها (بطليموس الثامن) ولكن فازت الصين وملكتهم الجديدة دارنيسيا وانتحرت جونير خائفة من أن يأخذوها هي وبطليموس رهائن وبعد موت جونير تزوج بطليموس مره اخري وانجبوا جونير الثالثة